# 上甲状腺動脈胸鎖乳突筋枝
上甲状腺動脈胸鎖乳突筋枝（じょうこうじょうせんどうみゃくきょうさにゅうとつきんし）は、頭頸部の動脈の一つ。上甲状腺動脈より分岐後、下向きに走行し、胸鎖乳突筋およびその周囲の筋肉、外皮に栄養を供給する。外頸動脈より別れることもある。